# Héctor González Baeza
Héctor González Baeza (* 16. März 1986 in Barakaldo) ist ein spanischer Straßenradrennfahrer aus dem Baskenland.
Héctor González gewann 2006 jeweils eine Etappe bei der Bidasoa Itzulia und bei der Bizkaiko Bira. 2007 wurde er Etappenzweiter beim Circuito Montañés und Dritter der spanischen U23-Zeitfahrmeisterschaft. Ende der Saison fuhr er für das ProTeam Saunier Duval-Prodir als Stagiaire und bekam eine Profivertrag ab 2008. In seinem zweiten Jahr dort nahm er unter anderem am Giro d’Italia teil, wo er 103. der Gesamtwertung wurde. 2010 und 2011 fuhr González für das griechisch-spanische Continental Team Heraklion Kastro-Murcia. Dort gewann er jeweils eine Etappe bei der Tour de Beauce und bei der Tour de la Guadeloupe.

## Erfolge
2010
- eine Etappe Tour de Beauce
- eine Etappe Tour de la Guadeloupe

## Teams
- 2007 Saunier Duval-Prodir (Stagiaire)
- 2008 Saunier Duval-Scott / Scott-American Beef
- 2009 Fuji-Servetto
- 2010 Heraklion Kastro-Murcia (ab 29.03.)
- 2011 KTM-Murcia